# AUGE
Der AUGE ist ein allgemeiner Computerclub in Deutschland. Der AUGE e. V. wurde bereits im Jahre 1979 als „Apple User Group Europe“ (A.U.G.E.) gegründet und ist damit der wohl älteste überregionale, private und unabhängige Computerclub in Deutschland. Einige Mitglieder finden sich auch in der Schweiz, in Österreich und in anderen Ländern. Heute sind Anwender sämtlicher Computertypen im Verein vertreten.

## Zielsetzung und Zielgruppe
AUGE ist ein gemeinnütziger Verein von Computer-Anwendern. Im Verein werden vor allem der Gedanken- und Erfahrungsaustausch rund um das Thema Computeranwendungen gefördert. Deshalb richtet sich der Verein als Zielgruppe an Menschen jeden Alters, die beruflich (aber auch privat) Interesse am Computer haben oder haben müssen und dabei gerne im persönlichen Kontakt zu anderen Computer-Anwendern stehen möchten, anstatt immer nur alleine vor dem Gerät zu sitzen.

## Organisation
Der Verein ist zum einen in Regionalgruppen (RG) organisiert, die sich an den früheren westdeutschen Postleitzahlen orientierten. So gibt es zurzeit (Stand: April 2013) eine RG500 (Köln), eine RG600 (Frankfurt – Rhein/Main), eine RG700 (Stuttgart), eine RG735 (Ostalb), eine RG800 (München) und eine RG978 (Mainfranken). Die Mitglieder dieser RGs treffen sich im Allgemeinen monatlich auf sogenannten Regionaltreffen. Zum anderen gibt es eine überregionale Struktur, die sich über den Webauftritt und weitere Publikationen des Vereins definiert. Das Publikationsorgan des Vereins heißt „USER-Magazin“. Der Verein wählt einmal im Jahr einen Gesamtvorstand mit zurzeit 5 Mitgliedern, einen erweiterten Vorstand, der um weitere 5 Mitglieder ergänzt ist, und einen Ehrenrat. Regional wird einmal pro Jahr zumindest ein Regionalleiter gewählt, und es werden eventuell noch weitere Funktionen wie zum Beispiel „Pressebeauftragter“ vergeben.

## Tätigkeiten
Regional sind die RG-Treffen der wichtigste Aspekt, die in einigen RGs noch um weitere, auch meist monatlich stattfindende „Stammtisch“-Treffen ergänzt werden. Überregional findet einmal im Jahr anlässlich der Mitgliederversammlung (MV) eine öffentliche „USER-Konferenz“ (UK) statt, die unter einem bestimmten Thema steht. MV und UK finden möglichst immer in anderen RGs statt. Überregional ist der Verein auf Messen wie schon seit vielen Jahren auf der Hobby & Elektronik in Stuttgart und anderen Veranstaltungen präsent, z. B. früher auf der Münchener Elektronik Börse, die es von 1985 bis 2001 gab. Die Vereinstreffen sind im Allgemeinen öffentlich. Nach Möglichkeit findet auf einem solchen RG-Treffen ein Vortrag oder eine Vorführung statt, dazu aber immer auch eine Fragestunde.

## Geschichte
Der Verein wird heute noch bei Apple als User-Group geführt. Die Gründung mit 13 Personen erfolgte am 28. April 1979 und wurde am 1. April 1980 als „Apple User Group Europe“ ins Vereinsregister Düsseldorf eingetragen. Bereits im Oktober 1979 wurde eine Nullnummer für eine Mitgliederzeitschrift Apple-Com-Post herausgebracht. Der erste „Vorstand“ und Mitglied Nr. 1 war Wolfgang Dederichs. Dieser war auch bei der Gründung des Dachverbands der Apple User Groups IAC (International Apple Core) im März 1981 in San Francisco dabei gewesen und hatte das Amt des Directors für Europa inne. Ein Mitgliederverzeichnis vom 15. September 1981 weist bereits 999 Mitglieder aus. Der Informationsaustausch war auf Apple-Computer beschränkt. Populär wurde der Apple, von dem von 1977 bis 1993 über zwei Millionen gebaut wurden. Durch die rasante Entwicklung anderer Betriebssysteme und Homecomputer öffnete sich der Verein im Jahre 1987 erst einmal für alle gängigen PC von Atari, Amiga, Commodore, IBM-PC bis Sinclair. Trotzdem spielte die Serie der Apple-II-Computer (in ihren Varianten //e, //c und dem Nachfolger //GS immer) eine große Rolle im Verein, besonders da diese erweiterbar waren und nicht nur das frühe CP/M, sondern später auch das sich immer mehr verbreitende MS-DOS durch Einbau spezieller Karten auf ihnen lauffähig war. In späterer Zeit untergliederte sich der Verein in Abteilungen zu den Betriebssystemen MacOS und MS-DOS, was auch teilweise zu Abspaltungen führte. 2002 hatte der Verein AUGE 500 Mitglieder. Innerhalb des Vereins bekamen diese Abteilungen den Namen „Arbeitsgemeinschaften“ (AG). Später spielten die verschiedenen Betriebssysteme an und für sich keine prägende Rolle mehr im Verein, da sich die Mitglieder zunehmend – entweder beruflich oder privat – auch mit mehreren davon beschäftigten. Heute spielen im Verein hauptsächlich drei Linien eine Rolle: Windows-PCs mit dem aktuellen Systemen Windows 10, aber auch Windows 8 sowie Windows 7, Apple-Betriebssysteme wie Apple iOS oder macOS (OS X) und die vielen Linux-Varianten wie Ubuntu oder SUSE mit deren Derivaten wie Android.